# 山口県立美祢青嶺高等学校
山口県立美祢青嶺高等学校（やまぐちけんりつ みねせいりょうこうとうがっこう）は、山口県美祢市大嶺町東分に所在する公立の高等学校。総合選択制を取り入れている。

## 沿革

### 山口県立青嶺高等学校
- 2007年（平成19年）4月 - 山口県立大嶺高等学校と山口県立美祢工業高等学校を統合して、山口県立青嶺高等学校開校（旧：美祢工業高校の建物に併設）。
  - 大嶺・美祢工業ともに、2009年（平成21年）3月閉校。

### 山口県立美祢青嶺高等学校
- 2012年（平成24年）11月1日 - 山口県立青嶺高等学校と山口県立美祢高等学校との統合校である山口県立美祢青嶺高等学校が設置される[1]
- 2013年（平成25年）4月 - 山口県立美祢青嶺高等学校開校
- 2015年（平成27年）3月31日 - 山口県立青嶺高等学校および山口県立美祢高等学校閉校[2]。

## 基礎データ

### 所在地
- 山口県美祢市大嶺町東分299番地1

### 設置学科
（総合選択制）
- 普通科
- 機械科
- 電気科

### アクセス
- ジオバス 於福線あるいは「あんもないと号」にて美祢青嶺高校前下車

## 部活動
当校公式サイト - 部活動より

### 運動部
| - 陸上競技部 - ソフトテニス部 - 女子テニス部 - 男子バレーボール部 - 女子バレーボール部 - 柔道部 - 剣道部 | - 弓道部 - 卓球部 - 硬式野球部 - ラグビー部 |

### 文化部
| - メカトロ研究部 - 吹奏楽部 - 英語部 - 美術部 - 茶道部 - 新聞部 |